# 布伦比奥
布伦比奥（義大利語：Brembio），是意大利洛迪省的一个市镇。总面积16平方公里，人口2701人，人口密度168.8人/平方公里（2009年）。ISTAT代码为098006。

## 友好城市
- 法國雅雷地区圣克里斯托 2004年